# Gennadi Nikolajewitsch Saizew

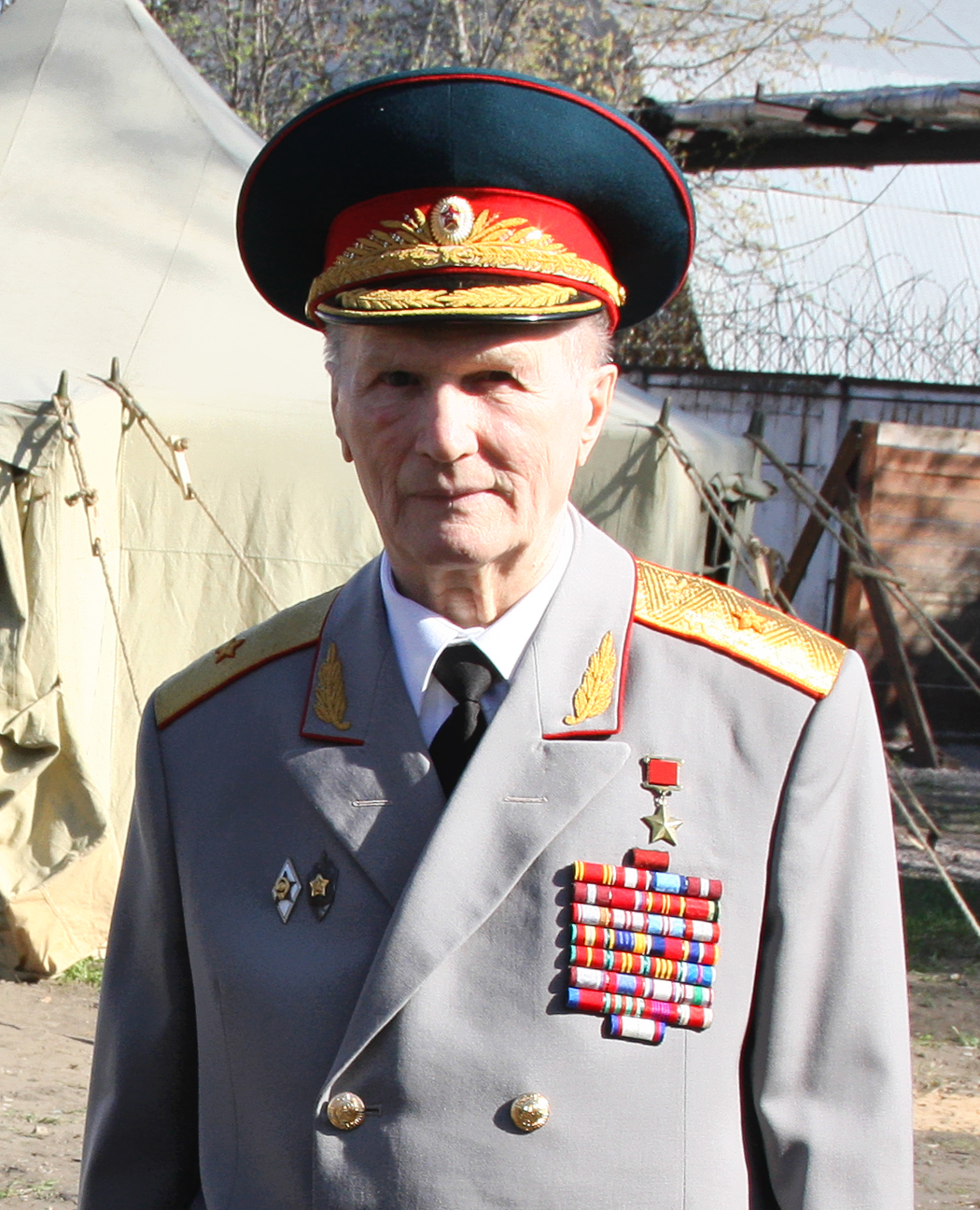
Gennadi Nikolajewitsch Saizew (2011)

Gennadi Nikolajewitsch Saizew (russisch Геннадий Николаевич Зайцев; * 11. September 1934 in Antibari) ist ein ehemaliger KGB-Offizier, zuletzt im Rang eines Generalmajors. 1986 wurde ihm der Ehrentitel „Held der Sowjetunion“ (Verleihungs-№ 11551) verliehen.

## Leben
Gennadi Saizews Vater arbeitete als Verwaltungsangestellter in einem Kombinat für Holzverarbeitung. Da dieser aus dem Krieg nicht heimkehrte, musste seine Mutter ihn und seine drei Geschwister alleine ernähren. Er konnte 1948 dennoch die primäre Schulausbildung an einer Schule in Ljamino beenden, musste aber von seinem Wunsch, eine technische Ausbildung bei einem lokalen Binnenschifftransportunternehmen zu erhalten, absehen, da seine Mutter erkrankte. Er wurde als Elektriker in dem Kombinat angestellt, in dem zuvor bereits sein Vater gearbeitet hatte und blieb dort fünf Jahre. In dieser Zeit wurde er zum Mitglied des Ausschusses der Gewerkschaft und zum Sekretär des Komitees des Komsomol in diesem Betrieb gewählt.
1953 wurde er eingezogen und kam zu einem Selbstständigen Regiment bei der Kommandantur des Moskauer Kremls, wo er zunächst als Schütze, später als Gruppenkommandant eingesetzt war. Nach dem Ende seines Wehrdienstes entschied er sich, beim Militär zu bleiben.
Durch die Zusammenlegung der Direktion der Kommandantur des Moskauer Kremls mit der 9. Direktion des KGB, die fortan für die gesamte Bewachung der führenden Staatsmänner der UdSSR zuständig waren, kam Saizew zum KGB und wurde zur 7. Direktion des KGB beim Sowjet der Minister der UdSSR versetzt.
1966 absolvierte er ein Fernstudium an der Hochschule des KGB „Feliks Dzierżyński“, während dem er als Jurist ausgebildet wurde.
Während des Einmarsches der Truppen des Warschauer Paktes in die Tschechoslowakei in der Nacht zum 21. August 1968 kommandierte er die Einheiten der 7. Direktion des KGB.
Am 10. November 1977 wurde er zum Kommandeur der 1974 gegründeten „Anti-Terror-Gruppe“ „A“ („Alpha“) ernannt, die am 29. Juli 1974 auf Befehl des damaligen KGB-Vorsitzenden und späteren Generalsekretärs des ZK der KPdSU Juri Wladimirowitsch Andropow gegründet worden war. Dort war Saizew an der Entwicklung des Anti-Terror-Plans „Nabat“ beteiligt und hatte das Kommando über Spezialaktionen zur Geiselbefreiung oder zur Festnahme von flüchtigen Kriminellen, u. a. im März 1979 bei der amerikanischen Botschaft in Moskau, im Dezember 1981 in Sarapul, im November 1983 am Flughafen Tiflis bei der Erstürmung von Aeroflot-Flug 6833, bei dem unter bis heute ungeklärten Umständen zwei der Entführer der Maschine, eine Stewardess und zwei Passagiere ums Leben kamen, im September 1986 am Flughafen Ufa über die Erstürmung einer Tupolew Tu-134, die in der Gewalt eines Unteroffiziers und eines Schützen/Rekruten der Truppen des Innenministeriums der UdSSR, die den Abflug der Maschine ins nicht-sowjetfreundliche Ausland forderten, stand, bei der der Unteroffizier Nikolai Matsnew ums Leben kam, sowie im Dezember 1988 über die Operation „Donner“, die Vorbereitung einer Geiselbefreiungsaktion in Ordschonikidse (heute Wladikawkas) im Nordkaukasus nahe der Grenze zu Georgien, bei der die Gruppe Alpha jedoch nicht zum Einsatz kam, sondern den Entführern im Gegenzug für die Freilassung der Geiseln eine Maschine nach Israel und 2 Millionen Dollar geboten wurden. Die Entführer wurden nach der Landung in Israel an die UdSSR unter der Voraussetzung, dass die Entführer nicht zur Todesstrafe verurteilt würden, ausgeliefert, die Gruppe Alpha war nur als Bereitschaftskraft und zur Durchführung der Verhandlungen eingesetzt.
Im Sommer 1978 leitete er in Kuba die Überwachung der sowjetischen Kreuzfahrtschiffe Georgien und Leonid Sobinov, auf denen sich Delegierte der XI. Weltfestspiele der Jugend und Studenten in Havanna befanden. Hierzu waren der Gruppe Alpha auch Kampfschwimmer der Schwarzmeerflotte unterstellt, die die maritime Überwachung, v. a. im Bereich unter Wasser, sicherstellten.
Im April 1979 leitete er von sowjetischer Seite den Austausch von zwei sowjetischen Spionen (Wladik Enger und Rudolf Tschernjajew, die beide zu 50 Jahren verhaftet worden waren) gegen fünf sowjetische Dissidenten (Alexander Iljitsch Ginsburg, Eduard Samuilowitsch Kusnezow, Walentin Moroz, Georgi Vins und Mark Dimtschiz) am New Yorker John F. Kennedy International Airport, der auf Drängen des damaligen Präsidenten der USA, Jimmy Carter, und seines Sicherheitsberaters, Zbigniew Brzeziński, auf höchster Ebene ausgehandelt worden war. Die von Saizew kommandierte Truppe bestand aus 20 KGB-Offizieren der Gruppe Alpha in Zivil und einem Arzt, die gemeinsam mit den sowjetischen Dissidenten mit einer Aeroflot-Maschine nach New York gebracht wurden. Außerdem befanden sich auf selbigem Flug amerikanische Touristen.
In den Jahren 1985 und 1986 gelang es ihm, insgesamt zwölf CIA-Spione mit sowjetischer Staatsbürgerschaft festzunehmen. Hierfür wurde ihm am 1. Dezember 1986 der Ehrentitel „Held der Sowjetunion“ verliehen.
Von November 1988 bis Juli 1992 war er Stellvertreter des Leiters der 7. Direktion des KGB (der UdSSR), die dann zur operativ-investigativen Direktion des Ministeriums für Sicherheit und innere Angelegenheiten der Russischen Föderation wurde, einer im Dezember 1991 gegründeten Übergangsorganisation, die in Grundzügen Vorläufer des heutigen FSB war. Als solcher leitete er während des  „Schwarzen Januar“ und darüber hinaus im Januar und Februar 1990 eine Einsatzgruppe aus Spezialkräften, die sich aus Kräften der Gruppe Alpha, ihrer Schwestertruppe  „Wympel“ und des 6. Detachement der  „Selbständigen Spezialeinsatz MotSchützen Division der Truppen des Innenministeriums der UdSSR "F. E. Dzierżyński “(Witjaz) zusammensetzte. Die Einsatzgruppe war u. a. zur Festsetzung von Mitgliedern der Volksfront Aserbaidschans eingesetzt.
Zwischen 1992 und 1995 war er erneut Kommandeur der „Anti-Terror-Gruppe“ „A“ („Alpha“), die nunmehr dem „Glawnoje Uprawlenije Ochrany“, der aus der Verwaltung der Bunkeranlagen des KGB hervorgegangenen Hauptabteilung Schutz unterstand. Während der in dieser Zeit liegenden Russischen Verfassungskrise 1993 weigerten sich 40 Offiziere der Gruppe am 4. Oktober, den vom damaligen Kapitän z. See (späteren Konteradmiral) und Stellvertreter des Leiters des Präsidentiellen Sicherheitsdienstes für Militärische Ausbildung, Gennadi Iwanowitsch Sacharow, ausgearbeiteten und ihnen in den frühen Morgenstunden gegen 05:00 Uhr direkt vom damaligen Präsidenten der RF, Boris Jelzin, erteilten Befehl zur gewaltsamen Erstürmung und Räumung des Weißen Haus auszuführen. Dennoch führte die Gruppe „Alpha“ nach erneuter Aufforderung zur gewaltsamen Räumung durch den Leiter des russischen Schutzdienstes „FSO“ (‚Föderaler Dienst für Bewachung der Russischen Föderation), den damaligen Generalleutnanten und späteren Armeegeneral Michail Iwanowitsch Barsukow um 15:54 Uhr eine friedliche Evakuierungsaktion durch, während der der damalige Oberstleutnant (nunmehrige Oberst und seit November innerhalb des Exekutivorgans des Russischen Präsidenten in den Föderationssubjekten der „Hohe Föderale Inspektor“ in der Republik Nordossetien-Alanien) Wladimir Iljitsch Kelekhsaev (anstelle von Saizew, der für diese Aufgabe vorgesehen gewesen wäre) das Gebäude betrat, in dem Versprechen, alle sicher mit Bussen entweder zu einer Station der U-Bahn oder direkt nach Hause zu bringen, alle aufforderte, in seiner Begleitung das Gebäude zu verlassen und schließlich mit ca. 100 Personen durch den Eingang No. 14 das Gebäude verließ. Um 19:30 Uhr evakuierte Alpha die verbliebenen 1700 Personen, darunter u. a. Journalisten, Mitarbeiter und Abgeordnete. Die Schwestertruppe „Wympel“, die sich auch um 16:00 Uhr noch geweigert hatte, an der Evakuierung teilzunehmen, wurde bereits an diesem Tag dem Innenministerium unterstellt und kam im Januar 1994 endgültig unter dem neuen Namen „Wega“ zu den Truppen des Innenministeriums, wobei nur 49 von 660 Soldaten der Gruppe diesem Wechsel zustimmten.
Im März 1995 wurde er im Range eines Generalmajors in den Ruhestand entlassen und führte fortan seine eigene Sicherheitsfirma, die unter dem Namen „Alpha-95“ firmierte.
Zwischen 2006 und 2008 war er Mitglied der „Gesellschaftlichen Kammer der Russischen Föderation“, die wichtige Organisationen Russlands und Unterstützer des Präsidenten zu einem die Staatsduma beratenden „Kontrollorgan“ vereinen soll. 2007 stand er auf Platz 4 der Vorwahlliste der Leningrader Oblast für die Wahlen zur Staatsduma (5. Legislaturperiode) der Spoiler-Partei „Gerechtes Russland“, wurde im November jedoch von der Liste gestrichen. Zusätzlich war er Mitglied des Ausschusses für Korruptionsbekämpfung der Partei.
2006 und 2016 publizierte er zwei Biographien über seinen Dienst in der Gruppe Alpha.

## Engagement
Saizew ist Mitglied des Vereins der Perm-Stämmigen, der wichtige Personen des öffentlichen Lebens (v. a. also solche, die in Moskau leben) in Russland vereint, die in der Region Perm geboren wurden. Zusätzlich wird in Kraj Perm jedes Jahr ein Nahkampfturnier veranstaltet, dessen Pokal von Saizew gestiftet wurde. Des Weiteren sitzt er im Expertenrat des Komitees für Sicherheit der Staatsduma der Föderationsversammlung (dem Unterhaus des Parlaments). 1999 wurde er zum Vize-Präsident der Veteranenorganisation der Gruppe Alpha, im selben Jahr auch zum Mitglied des Zentralkomitees der russischen Gewerkschaft für die Beschäftigen im Sicherheits-Sektor gewählt. Zudem war er Mitglied des Expertenrates des FSB und des Beirates der Moskauer Stadtpolizei („Hauptabteilung für Innere Angelegenheiten der Stadt Moskau“).

## Trivia
Im Zuge der Neugestaltung des Eingangsbereichs des Militärkommissariats der Swerdlowsker Oblast wurden 2020 die bisherigen zwei bronzenen Wappenständer rechts und links des Eingangs durch vier bronzene Soldatenfiguren ersetzt. Saizew stand Modell für die Figur rechts des Eingangs, die ihn als Soldaten der Gruppe Alpha zeigt. Er wohnte auch der Eröffnung des Ensembles am 3. September 2020 als Ehrengast bei.
Für die Siegesparade auf dem Moskauer Roten Platz am 9. Mai 2023 wurde er ausgewählt, um links von Wladimir Putin zu sitzen. Die Nachrichtenagentur Agentstvo berichtete als Erste über die Identität der so Geehrten, neben Saizew auch Yuri Dvoikin, welcher 1944 mit dem NKWD ukrainische Unabhängigkeitsbestrebungen in der Westukraine niederschlug. Experten und Medien sahen in der Wahl der beiden eine deutliche Botschaft Putins der Unterstützung seiner Geheimdienste trotz der Kritik ihrer Rolle im Krieg Russlands mit der Ukraine und ein Signal, zu brutalen Methoden zu greifen bereit zu sein.

## Schriften
- „Alpha“ – Mein Schicksal. St. Petersburg. Slawia. 2006. 599 S. ISBN 5-9501-0099-9
- „Alpha“ – Aktionen und Menschen. St. Petersburg. Slawia. 2016. 759 S. ISBN 5-9501-0212-6